# Neonemoria plana
Neonemoria plana är en fjärilsart som beskrevs av W. Warren 1904. Neonemoria plana ingår i släktet Neonemoria och familjen mätare. Inga underarter finns listade i Catalogue of Life.